# 이용제
이용제(李庸齊)는 대한민국의 활자 디자이너이자 계원예술대학교 교수이다. 아리따글꼴, 바람체, 꽃길의 한글 서체를 개발하였다.

## 생애
홍익대학교에서 시각 디자인을 전공했으며, 대한민국에서 최초로 한글 디자인으로 박사 학위를 취득했다.
1999년부터 5년 간 한글디자인연구소에서 근무했으며, 2004년부터 한글을 연구하고 제작하는 주식회사 활자공간을 운영하고 있다.

## 제작 서체
- 바람.체
- 꽃길
- 아리따글꼴
- 고래실
- 존재
- 누벨
- 해&각
- 쓔이써60

## 저서

### 단행본
- 활자를 디자인할 때 알아야 하는 것 (활자공간. 이용제. 2023)
- 교수님 어떤 폰트 쓸까요? (활자공간. 이용제. 2023)

- 타이포그래피 용어정리 (활자공간. 이용제. 2022)
- 한글생각 (활자공간. 이용제. 2021)
- 내 손 안에 폰트 (활자공간. 이용제, 노민지. 2021)
- 내가 쓴 한글 폰트 2017 (활자공간. 이용제, 박지훈. 2019)
- 마이크로 타이포그래피: 문장부호와 숫자 (워크룸프레스. 이용제 외 4인 공저. 2015)
- 바람이 바람을 불어 (활자공간. 이용제. 2015)
- 활자흔적 (물고기. 이용제, 박지훈. 2015)
- 타이포그래피 사전 (안그라픽스. 이용제 외 다수 공저 2011)
- 한글+한글디자인+디자이너 (세미콜론. 이용제. 2009)
- 한글디자인교과서 (안그라픽스. 안상수, 한재준, 이용제. 2009)

### 잡지
- 타이포그라피 교양지 〈히읗〉 (2012년부터)
- 폰트문화잡지 〈모임꼴〉 (2016년부터)